# Плотавское сельское поселение (Прохоровский район)
Плота́вское се́льское поселе́ние — муниципальное образование в составе Прохоровского района Белгородской области России.
Административный центр — село Плота. 
Сельское поселение объединяет шесть населенных пунктов: 4 села (Жимолостное, Плота, Малояблоново, Новоселова) и два хутора (Верит и Львов). 
Площадь, занимаемая муниципальным образованием, составляет 7576,2 га , из которых под населенные пункты отведено 794 га, лесной фонд - 299 га, сельхозугодья - 5837 га. 

## История
Плотавское сельское поселение образовано 20 декабря 2004 года в соответствии с Законом Белгородской области № 159.

## Население
| 2010 | 2011 | 2012 | 2013 | 2014 | 2015 | 2016 | 2017 | 2018 |
| ---- | ---- | ---- | ---- | ---- | ---- | ---- | ---- | ---- |
| 759  | ↘753 | ↘740 | ↘731 | ↘710 | ↘709 | ↘699 | ↘697 | ↘684 |
| 2019 | 2020 | 2021 |      |      |      |      |      |      |
| ↘658 | ↗680 | ↘631 |      |      |      |      |      |      |

## Состав сельского поселения
| № | Населённый пункт | Тип населённого пункта       | Население |
| - | ---------------- | ---------------------------- | --------- |
| 1 | Верин            | хутор                        | ↘15       |
| 2 | Жимолостное      | село                         | ↗50       |
| 3 | Львов            | хутор                        | ↘8        |
| 4 | Малояблоново     | село                         | ↗201      |
| 5 | Новосёловка      | село                         | ↘47       |
| 6 | Плота            | село, административный центр | ↗438      |